# Шіміхюр
Шіміхюр — село в Курахському районі Дагестану.
Площа села 2049 гектарів. В селі 137 дворів та 492 особи. До райцентру 13 км.
Село виникло приблизно 1тис. років тому з чотирьох малих аулів: Тюхюр, Мехад, Ганар, Алан. Історичним та археологічним пам'ятником села є оборонна башта цитадель. За даними істориків вона збудована в 12ст. Сьогодні від неї залишився лише один кут. Знайдені підземні ходи від башти до річки Кусна-кам. В селі була і мечеть 17ст. На жаль і вона була зруйнована москалєтами. Було також 5 млинів. Сьогодні в селі один млин. В 1988 збудовано нову мечеть.
| Росія | Це незавершена стаття з географії Росії. Ви можете допомогти проєкту, виправивши або дописавши її. |

1. ↑  https://viewer.rsl.ru/ru/rsl01003549034
2. ↑  (unspecified title) — Махачкала: 1930.
3. ↑  (unspecified title) — 1940.
4. ↑  (unspecified title) — 1971.
5. ↑  (unspecified title) — 1990.
6. ↑  Всероссийская перепись населения 2002 года
7. ↑  http://dagstat.gks.ru/wps/wcm/connect/rosstat_ts/dagstat/resources/b698fa00421f084fbfb3ff2d59c15b71/ВПН%20том1.rar
8. ↑  1.5. Численность населения городских округов, муниципальных районов, муниципальных округов, городских и сельских поселений, городских населённых пунктов, сельских населённых пунктов Республики Дагестан. Процитовано 25 червня 2024. {{cite web}}: Проігноровано невідомий параметр |subtitle= (довідка)